# Зоряна величина

Ілюстрація джерел світла зоряної величини від 1 до 3.5 (крок 0.5)

Зоряна величина (лат. magnitūdō, латиніз. magnitude, дос. «величина») — безрозмірна міра яскравості небесного тіла. Звичайна людина розпізнає зоряну величину не нижче 5.

## Історія
Характеристику запровадив Гіппарх у часи античності. Запроваджений Гіппархом поділ зір на шість груп опирався на уявлення стародавніх греків про небесну сферу, на якій зорі закріплені непорушно. Ці зорі здавалися різними за розміром, звідки назва величина. Крім того вважалося, що всі зорі рівновіддалені. Гіппарх відніс до першої величина найяскравіші зорі, такі як Сіріус та Арктур, а до шостої — найтьмяніші. Поділ було зроблено «на око» і він не був кількісним.
Тихо Браге пробував виміряти яскравість зір безпосередньо як кутовий розмір. Теоретично це означало, що зоряна величина була б не суб'єктивною характеристикою. Він зробив висновок, що зорі першої величини мають видимий діаметр 2 мінути, або 1⁄15 діаметра повного місяця, а зорі інших категорій мають розмір 1+1⁄2′, 1+1⁄12′, 3⁄4′, 1⁄2′, та 1⁄3′, відповідно.. Із винаходом телескопа стало зрозуміло, що великий видимий розмір зір є ілюзією — у телескоп вони виглядають меншими. Однак, у перших телескопах спостерігалися розмиті дископодібні зображення, більші для яскравіших зірок і менші — для тьмяніших, тож ще у вісімнадцятому столітті продовжували вірити в те, що астрономи бачать розмір зір. Ян Гевелій склав детальну таблицю виміряних за допомогою телескопа розмірів зір, які тоді вже ледь перевищували шість кутових секунд для зір першої величини й були дещо меншими від двох секунд для зір шостої величини. У часи Вільяма Гершеля астрономи вже розуміли, що дископодібні зорі в телескопі — ілюзія, на яку впиває не лише яскравість зорі, а й апаратна частина телескопа, але все ж продовжували говорити про розміри зір, а не про яскравість. Навіть ще в дев'ятнадцятому столітті зорі розбивали на шість класів за видимим розміром.
Однак, до середини 19-го століття астрономи виміряли відстань до деяких найближчих зір за допомогою річного паралаксу, а тому розуміли, що зорі настільки далеко, що виглядають як точкові джерела світла. Із прогресом у розумінні дифракції та принципів астрономічної видимості стало зрозуміло як розмиваються зображення від зір і як видимі розміри залежать від яскравості, яку можна вимірювати кількісно. 

### Сучасне визначення
Яскравість — поняття неоднозначне й залежить від спектрального діапазону та способу вимірювання. Тому розрізняють різні види зоряних величин. Візуальна зоряна величина характеризує яскравість небесного тіла, як вона спостерігається оком людини. Фотографічна зоряна величина — яскравість зображення зорі на фотографічній плівці. Ці величини відносні й визначені в логарифмічному масштабі.
З метою порівняння зір, розташованих на різній відстані від спостерігача вводиться поняття абсолютної зоряної величини. 
Для характеристики об'єктів Сонячної системи застосовують поняття стандартна зоряна величина.
Перші фотометричні вимірювання (наприклад, проектуючи  “зірку” в поле зору телескопа й підбираючи інтенсивність так, щоб яскравість збігалася з реальною зіркою) показали, що зірки першої величини приблизно в 100 разів яскравіші від зірок шостої величини.
У 1856 році Норман Погсон  запропонував як характеристику зоряної величини логарифмічну шкалу з масштабом  5√100 ≈ 2,512, в якій зміна на п'ять одиниць величини відповідала зміні яскравості в 100 разів. Зміна зоряної величини на одиницю відповідає зміні яскравості в 5√100  або  приблизно 2,512 разів. Зірка першої величини приблизно в 2,512 разів яскравіша від зірки другої величини,  в 2,52 разів яскравіша від зірки третьої величини, й так далі.
Це сучасна система зоряних величин, в якій вимірюється яскравість, а не видимий розмір зірки. Використовуючи цю логарифмічну шкалу, можна отримати зірку, яскравішу від «першого класу», наприклад Арктур і Вега мають величину 0, а Сіріус —  −1,46.

## Шкала
Шкала зоряних величин виглядає оберненою — тіла з від'ємною величиною яскравіші від тіл з додатньою величиною. Чим далі вниз по шкалі, тим яскравіше тіло.
Сонце, наприклад, має видиму зоряну величину -27, а Міжнародна космічна станція — -6.

## Видима й абсолютна зоряна величина
Два основні види зоряних величин, що їх розрізняють астрономи, суть:
- Видима зоряна величина, тобто яскравість небесного тіла на нічному небі.
- Абсолютна зоряна величина, що відображає світність тіла, умовно переміщеного на відстань 10 парсеків від спостерігача.

Різницю можна побачити, порівнюючи дві зірки. Бетельгейзе (видима величина 0.5, абсолютна величина −5,8) виглядає на небі тьмянішою, ніж Альфа Центавра (видима величина 0,0, абсолютна величина 4,4), хоча й випромінює в тисячі разів більше світла, оскільки Бетельгейзе знаходиться набагато далі.  

### Видима зоряна величина
В сучасній логарифмічній шкалі два тіла, одне з яких грає роль еталону для порівняння, інтенсивності свічення (яскравості) яких, виміряні з Землі в одиницях потужності на одиничну поверхню  (наприклад, у ватах та квадратний метр, Вт м−2), дорівнюють I1 та Iref, матимуть зоряні величини m1 та mref, причому
{\displaystyle m_{1}-m_{\rm {ref}}=-2.5\log _{10}\left({\frac {I_{1}}{I_{\rm {ref}}}}\right).}
Використовуючи цю формулу, шкалу зоряних величин можна розширити за діапазон від 1 до 6, і зоряна величина стає точною мірою яскравості, а не просто системою класифікації. Тепер астрономи можуть вимірювати такі незначні відмінності, як сота зоряної величини. Зорі з величинами між  1,5 та  2,5 називають зорями другої величини;  є біля 20 зірок, яскравіших за 1,5, це зорі першої величини. Наприклад, Сіріус має зоряну величину −1,46, Арктур — −0,04, Альдебаран — 0,85, Спіка — 1,04, а Проціон — 0,34. Стародавня система класифікувала б усі ці зорі як зорі першої величини.
Зоряну величину можна обраховувати також для небесних тіл, яскравіших від зірок  (таких як Сонце та Місяць), а також для тіл, надто тьмяних для людського ока (таких як Плутон).

### Абсолютна зоряна величина
Часто наводять тільки видиму зоряну величину, оскільки цю характеристику вимірюють безпосередньо. Абсолюту зоряну величину можна вирахувати, знаючи видиму величину й відстань до небесного тіла, за формулою:
{\displaystyle m-M=5\left(\log _{10}d-1\right).}
У цьому виразі, який називають модулем відстані, d — відстань між зірками в парсеках, m — видима зоряна величина, а M — абсолютна зоряна величина.
Якщо світло від небесного тіла ослаблене поглинанням міжзоряним пилом, то видима зоряна величина зросте. У разі  екстинції A співвідношення між видимою та абсолютною зоряними величинами набирає вигляду 
{\displaystyle m-M=5\left(\log _{10}d-1\right)+A.}
Абсолютні зоряні величини зазвичай позначають великою латинською літерою M з індексом, що позначає частотну смугу. Наприклад, MV позначає зоряну величину на відстані  10 парсеків у видимому діапазоні.  Болометрична зоряна величина (Mbol) — абсолютна зоряна величина, розрахована так, щоб включати випромінювання усіх спектральних діапазонів; вона зазвичай менша (тобто тіло яскравіше), ніж абсолютна величина в конкретному діапазоні, особливо у разі дуже гарячих і дуже холодних тіл. Болометричні зоряні величини формально визначаються на світності тіл у ватах, яка потім нормалізується, щоб приблизно збігатися з  MV для жовтих зірок.

## Стандартна зоряна величина
Для порівняння небесних тіл  Сонячної системи їх умовно відсувають на відстань 1 а.о.. Таку абсолютну величину називають стандартною і позначають літерою H. Оскільки ці тіла в основному освітлюються Сонцем, величина H формально визначається як видима зоряна величина тіла на відстані 1 а.о. як від Сонця, так і від спостерігача.

## Інші системи порівняння яскравості небесних тіл
У системі вимірювання яскравості, яку називають системою Веги, за нуль на шкалі зоряних величин приймають яскравість Веги, виміряну через фільтри, хоча це тільки наближення: справжня яскравість зірки у видимому діапазоні відповідає зоряній величині 0,03. Найяскравіша зірка,  Сіріус, має у системі Веги зоряну величину між −1.46 та −1.5. Насправді яскравість Веги міняється, тому використовують інші еталони. Один із таких еталонів — система AB, у якій порівняння проводиться з джерелом, що має фіксовану густину потоку на одиничний частотний діапазон. Система STMAG визначає еталонне джерело з постійною густиною потоку на одиничний діапазон довжин хвиль.